# معرض الويب للفن
معرض الويب للفن هو موقع ويب من نوع قاعدة بيانات على النت ومعرض على النت ‏ أنشئ في 1996، يقع مقره الرئيسي في المجر، ومحتواه الأساسي حول فن.

## وصلات خارجية
- الموقع الرسمي